# إسبن بيورنستاد
إسبن بيورنستاد (بالنرويجية البوكمول: Espen Bjørnstad)‏ هو متزحلق نوردي مزدوج نرويجي، ولد في 26 ديسمبر 1993 في تروندهايم في النرويج.

## وصلات خارجية
- إسبن بيورنستاد على موقع الاتحاد الدولي للتزلج (التزلج النوردي المزدوج) (الإنجليزية)
- إسبن بيورنستاد على موقع اللجنة الأولمبية الدولية (الإنجليزية)
- إسبن بيورنستاد على موقع أوليمبيديا (الإنجليزية)